# Ausschreitungen von Hollister
Die Ausschreitungen von Hollister, auf Englisch als Hollister Riot oder Hollister Bash bezeichnet, fanden am Wochenende des 3. bis 6. Juli 1947 in der kalifornischen Kleinstadt Hollister am Rande eines Bikertreffens statt, das von der American Motorcyclist Association (AMA) abgesegnet worden war. Sie gehören zum Gründungsmythos der Rocker-Subkultur.

## Gala Motorcycle Gypsy Tour
Die Gala Motorcycle Gypsy Tour wurde ab 1930 in Hollister durchgeführt und war ein Drei-Tages-Event der damaligen Motorradszene, das von der AMA abgesegnet war. Zu diesem Anlass kamen zahlreiche Motorradfahrer in die Stadt. Die Veranstaltung umfasste Rennen, gemeinsame Ausfahrten, Tanzveranstaltungen und Wettbewerbe. Das Event gilt als ein Vorläufer der späteren Rallyes oder Runs, wie sie in der Rockerszene heute üblich sind. Hollister war bis zu diesem Zeitpunkt eine Kleinstadt mit 5.000 Einwohnern. Ihre Bewohner beteiligen sich in verschiedener Weise an dem Treffen, indem sie unter anderem  Schlafplätze zur Verfügung stellten.

## Die Veranstaltung 1947

### 3. Juli 1947
Die Veranstaltung 1947 war die erste nach dem Ende des Zweiten Weltkriegs und dementsprechend bereits am ersten Tag sehr stark frequentiert. 4000 bis 5000 Teilnehmer waren in die Stadt gekommen, darunter zahlreiche Mitglieder der frühen Motorradgangs wie der Boozefighters MC, der Pissed Off Bastards of Bloomington und der Market Street Commandos. Viele von ihnen waren Kriegsteilnehmer und wollten nun vor allem diese Erfahrungen vergessen und feiern. Die Hauptstraße von Hollister wurde zum Treffpunkt der Motorradfahrer und für den allgemeinen Verkehr gesperrt. Die darauffolgende Veranstaltung wurde zu einem Besäufnis, dem sich immer mehr Biker anschlossen. Am ersten Tag kam es jedoch nur zu wenigen Verhaftungen und die Lage blieb noch verhältnismäßig ruhig.

### 4. Juli 1947
Als die Party am nächsten Tag weiterging, wurde von den örtlichen Polizeikräften Verstärkung angefordert. Die California Highway Patrol schickte 30 Einsatzkräfte, die schon morgens begannen, gegen die Biker mit Schlagstöcken und Tränengas vorzugehen. 59 Personen wurden verhaftet und in Schnellverfahren zu wenigen Tagessätzen oder kurzen Haftstrafen bis zu 75 Tagen verurteilt. Die Höchststrafe waren 90 Tage Haft. Es handelte sich dabei wohl meist um ungebührliches Verhalten in der Öffentlichkeit, also öffentliches Urinieren oder Trunkenheit. Es soll auch zu mehreren Verletzten gekommen sein, die meisten wohl durch unvorsichtiges Fahren oder kleinere Rangeleien. Eine Musikgruppe sorgte derweil auf dem Fest für Ablenkung, um die erhitzten Gemüter zu beruhigen.

### Das Ende der Veranstaltung
Die Veranstaltung ging normal zu Ende und bis Samstagabend verließen die meisten Biker die Stadt wieder. Insgesamt ging etwas Mobiliar zu Bruch und es kam zu drei Schwerstverletzten. Die Lage in Hollister hatte sich bereits wenige Tage darauf wieder beruhigt. Auch die Gypsy Tour wurde im nächsten Jahr fortgesetzt.

## Presseberichterstattung
Bereits Freitag waren verschiedene Nachrichtenagenturen vor Ort, die die Stimmung vor Ort stark verzerrt wiedergaben und die Situation vermutlich bedrohlicher beschrieben, als sie sich tatsächlich zugetragen hat. Am 21. Juli erschien im Magazin Life ein Bild von einem betrunkenen Motorradfahrer auf seinem Bike, einer Harley-Davidson Flathead, der inmitten von Glasscherben Bier trank. Barney Peterson, der Fotograf des Bildes, verkaufte das Bild, das ursprünglich für den San Francisco Chronicle vorgesehen war, über Associated Press. Das Bild wurde weltweit verbreitet und wurde rasch zu einem Symbolbild der Rockerbewegung, gerade auch für die Gegenseite. Paul Brokaw, ein Redakteur des AMA-Magazins Motorcyclist, bezeichnete das Foto in einem 1947 im Magazin Life abgedruckten Leserbrief als offensichtlich gestellt („obviously arranged“). 1997 bestätigte ein Zeuge die vorgeworfene Inszenierung gegenüber Journalisten des Motorradmagazins American Rider. Demnach war der auf dem Motorrad zu sehende angebliche Biker ein Passant, der vom Fotograf überredet wurde, für das Foto zu posieren. Weder handele es sich um sein Motorrad, noch sei es nachweisbar, dass er überhaupt eines besessen hätte.

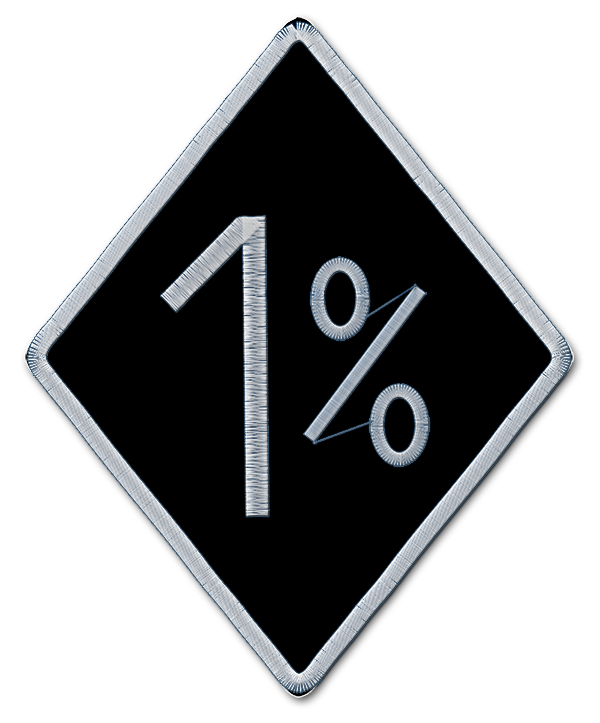
1%er-Zeichen als Aufnäher

Ein weiterer Mythos entstand um die AMA und ihr Statement zu den Vorkommnissen. Angeblich soll die AMA später behauptet haben, dass 99 % der US-amerikanischen Motorradfahrer rechtschaffene Bürger seien und Mitglieder der AMA nicht an den Ausschreitungen beteiligt gewesen wären. Aus Protest gegen diese Ansicht wäre von den Rockern das Onepercenter-Zeichen eingeführt worden, das heute von einigen MCs auf der Kutte geführt wird. Tatsächlich konnte dieses Zitat der AMA nicht nachgewiesen werden. Das Zitat wurde zu einem Mythos, der bis heute Auswirkungen auf die Rockerszene hat. Vermutlich beruht es auf dem oben genannten Leserbrief von Paul Brokaw von 1947, der über die Jahre verzerrt wiedergegeben wurde – aus einem kleinen Prozentsatz („a small percentage“) wurde ein Prozent.
Die Ereignisse von Hollister wurden in Der Wilde (1953) filmisch aufbereitet. Dieser Film entwickelte sich zu einem Kultfilm der Halbstarken-Szene in Deutschland, der das frühe Rockerbild, insbesondere durch die Darstellung von Marlon Brando, prägte.